# Meknassa (Chlef)
 (janvier 2020).
 (février 2024).
Si vous disposez d'ouvrages ou d'articles de référence ou si vous connaissez des sites web de qualité traitant du thème abordé ici, merci de compléter l'article en donnant les références utiles à sa vérifiabilité et en les liant à la section « Notes et références ».
Boukâat El Meknassa est un village situé dans la commune de Oued Sly dans la Chlef en Algérie.
Se trouve près de ce village le principal centre d’enfouissement technique des déchets ménagers au chef-lieu de wilaya de Chlef,,